# Bâtiment commercial situé 5 Trg oslobođenja à Bor
Le bâtiment commercial situé 5 Trg oslobođenja à Bor (en serbe cyrillique : Пословна зграда на Тргу ослобођења бр. 5 у Бору ; en serbe latin : Poslovna zgrada na Trgu oslobođenja br. 5 u Boru) se trouve à Bor, dans le district de Bor, en Serbie. Il est inscrit sur la liste des monuments culturels protégés de la république de Serbie (identifiant no SK 2088).